# Raúl Gómez (Fußballspieler)
Raúl Gómez Ramírez (* 13. Februar 1950 in Mexiko-Stadt; † 1. Februar 2025 in Guadalajara, Jalisco) war ein mexikanischer Fußballspieler, der im zentralen Mittelfeld bzw. im Angriff agierte. Besser bekannt war er unter seinem Spitznamen „Willy“.

## Karriere
„Willy“ Gómez spielte während seiner gesamten aktiven Laufbahn (von 1967 bis 1980) ausschließlich für den Club Deportivo Guadalajara, mit dem er 1970 sowohl Meister als auch Pokalsieger von Mexiko wurde. Unmittelbar nach diesem Double begann jedoch eine zehnjährige Durststrecke des ruhmreichen Vereins, die als „Chivas flacas“ (magere Ziegen) bezeichnet wird; eine Anspielung auf die mageren sportlichen Leistungen der Chivas-Elf in jenen Jahren, als Willy in einer ansonsten eher mäßigen Mannschaft noch zu den herausragenden Spielerpersönlichkeiten gehörte. 
Sein Länderspieldebüt gab er am 8. März 1970 in Lima gegen Peru (0:1). Insgesamt kam Willy Gómez auf sechs Länderspieleinsätze, bei denen ihm – in seinem dritten Länderspiel gegen Australien (3:0) – ein einziger Treffer gelang. Sein letztes Länderspiel bestritt er bereits am 11. September 1971 in Casablanca gegen Marokko (1:2) im Alter von nur 21 Jahren.
„Willy“ Gómez starb am 1. Februar 2025 über eineinhalb Wochen vor seinem 75. Geburtstag in seiner Wahlheimatstadt Guadalajara.

## Erfolge
- Mexikanischer Meister: 1970
- Mexikanischer Supercup: 1970
- Pokalsieger: 1970